# Lo Pau de Ponts
Pau Pinós i Bergé (Ponts, Noguera 29 de juliol de 1993), més conegut pel nom artístic de Lo Pau de Ponts, és un cantautor català. Publica les seves cançons i paròdies al seu canal de Youtube. Des del 2018 forma part de l'equip del Fricandó matiner de RAC 105.